# Riserva naturale orientata Monte Cammarata

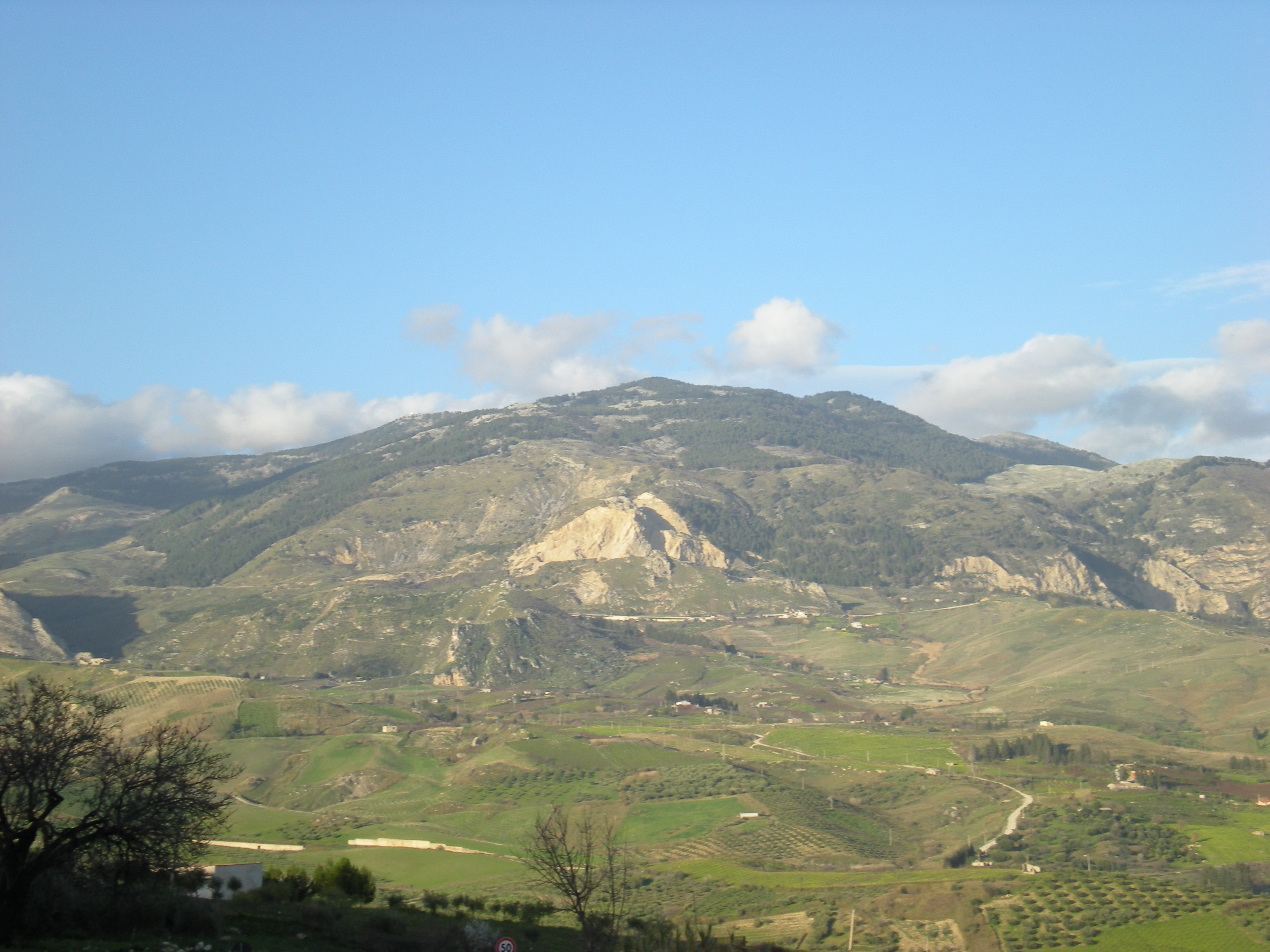
Monte delle Rose, 1400 m Höhe

Das Riserva Naturale Orientata Monte Cammarata ist ein Naturschutzgebiet im Freien Gemeindekonsortium Agrigent auf der Insel Sizilien. Das Umweltministerium Italiens (Ministero dell'Ambiente e della Tutela del Territorio e del Mare auch: MATTM) hat mit Gesetz vom 8. Oktober 1988 die Unterschutzstellung der Berge rund um den Monte Cammarata erlassen. Ziel ist die Erhaltung pflanzlicher und tierischer Bestände unter Berücksichtigung der Biodiversität, die aktuellen Besonderheiten der Landschaft und der natürlichen und kulturellen Ressourcen im geschützten Bereich. Dies soll durch Bildung und das nötige Wissen zum Schutz des Landes erreicht werden. Das Reservat ist ein Vorzeige-Objekt für das Verwalten von Schutzgebieten und die Erhaltung von Ökosystemen in der Region.

## Lage
Das Naturschutzgebiet befindet sich im westlichen Zentrum der Insel im Freien Gemeindekonsortium Agrigent und hat eine Fläche von 2106,9 ha. Dieser Bereich gliedert sich in drei Gebiete: Cammarata (60,78 %), San Giovanni Gemini (6,07 %) und Santo Stefano Quisquina (33,19 %). Die gesamte Fläche ist mit unterschiedlichen Auflagen geschützt: der Bereich A mit den höheren Auflagen macht 53 % der Fläche aus, Zone B die restlichen 47 %. Für eine Sondernutzung für die Telekommunikations-Einrichtungen ist der Bereich B1 erfasst, der in der Gipfelregion des Monte Cammarata gelegen ist.
Das Reservat umfasst die Gipfel Serra Quisquina (1159 m ü. M.), der Pizzo dell’Apa (890 m ü. M.), Pizzo della Rondine (1245 m ü. M.), Monte Gemini (1394 m ü. M.) und Monte Cammarata (1578 m ü. M.) und fällt vollständig in zwei Gebiete von gemeinschaftlicher Bedeutung.
Das Naturschutzgebiet befindet sich größtenteils auf Flächen über 1000 m. Im Allgemeinen ist die Landschaft von Bergen mit grober Morphologie und häufigen Klippen geprägt, die mit Tälern und Mulden unterbrochen sind, oder auch durch enge Täler, in denen sich Bäche sammeln. Die Wälder nehmen große Bereiche der Oberfläche ein. Das Klima des Schutzgebietes ist nach Klassifikation von Salvador Rivas-Martínez (* 1935) 1995 überwiegend subhumides Mittelmeerklima mit Ausnahme der höheren Lagen des Berges Cammarata, der ein supra-sub-feuchtes Klima hat. Schneefall ist ein seltenes Ereignis und hat jeweils eine Dauer von durchschnittlich 3–4 Tagen, manchmal auch erst im Frühjahr. Die klimatischen Bedingungen sind in den letzten Jahrzehnten in den höheren Gebieten strenger geworden, wo die Schneedecke 15–20 Tage anhalten kann.
Morphologische und geologische Merkmale, die die Waldlandschaft abgrenzen, können an verschiedenen Ausprägungenen identifiziert werden: Große Gebiete sind durch komplexe Kalksteingebilde, die mäßige bis sehr steile Hänge bilden und sehr schlechte Bodenentwicklung zulassen, geprägt. Ein Teil dieser Komplexe, die sehr hart und kompakt sind und eigentlich als Dolomit-Kalkstein bezeichnet werden können, haben bei flächiger Lage Mulden und Substratauflage-Flächen gebildet, die durch den Einfluss von Wasser Karsterscheinungen gebildet haben und in vielen Bereichen sichtbare und repräsentative Beispiele bilden, so auch in Stagnataro Cozzo (1328 m über dem Meeresspiegel), das allerdings außerhalb des Reservats gelegen ist. Am Fuße der steilen Hänge – so zum Beispiel am Fuß des Piz La Rondine oder Contrada Pistacchiera –, werden oft große Flächen mit Geröll bedeckt. In dieser Umgebung ist die Morphologie des Tales oder Hanges zum Teil bereits mit jungen Böden aus losem Substrat oder bereits weiter entwickelten und ausgereiften Böden – vor allem Braunerden – bestimmt.
Die ungleichmäßige Morphologie von großen Flächen wirft viele Probleme für die Schaffung eines effizienten Straßennetzes auf, die für die Zugänglichkeit und Nutzung des Gebiets sowie für die Waldbewirtschaftung unabdingbar ist. Mit der Entwicklung eines Wege- und Straßennetzes ist auch die Prävention von möglichen Waldbränden verbunden. Auch für die Entwicklung einer nachhaltigen Forstpolitik ist ein effektives Straßennetz mit geregeltem Zugang zum Wald unabdingbar. Innerhalb des Reservats sind nur die Hauptstraßen, namentlich die Straße, die Santo Stefano Quisquina mit Cammarata verbindet, asphaltiert und für den allgemeinen Verkehr freigegeben.
Der Zustand und die Pflege sind gut mit Ausnahme von Erdrutschen nach heftigen Regenfällen. Das Gebiet hat ein ausgedehntes Netz von Wanderwegen und es ist gestattet, abseits der Wege zu klettern. Die Parkplätze innerhalb des Reservates sind mit Toiletten, Kochstellen, Radwegen und Lehrpfaden ausgestattet.

## Flora und Fauna
Die Berge im Zentralgebiet von Sizilien zwischen dem Freien Gemeindekonsortium Agrigento und der Metropolitanstadt Palermo stellen einen wichtigen Knoten im ökologischen Netzwerk Siziliens dar. Monte Cammarata mit seinen 1578 Metern ist der höchste Gipfel dieses Bergsystems. Das Massiv, das hauptsächlich aus Kalkstein und Marmor unterschiedlicher Farbe von cremeweiß bis bläulich und aschgrau bis elfenbeinfarben vorkommt, besitzt im oberen Teil krautige Wiesen mit über 150 Arten, darunter mehrere endemische Arten. Die gesamte Kette der felsigen Gipfel, die im Laufe der Zeit durch langsame und stetige Erosion ihre Gestalt zu Schluchten und steilen Klippen geändert hat, besitzt einen unverwechselbaren Charakter. Die Steilwände sind die Heimat sehr unterschiedlicher Vogelarten, in denen auch Falken-Arten vertreten sind, einige Arten von kleinen Singvögeln, Säugetiere wie Kaninchen und Hase, Wiesel, Igel, Stachelschwein und viele Arten von Klein-Säugetieren. Die natürliche Vegetation ist durch Streifen aus Eiche (Quercus ilex, Quercus pubescens) auf ansonsten buschigem Land geprägt, während in den Tälern und in kühleren Flächen Gruppen von Europäischer Hopfenbuche (Ostrya carpinifolia), Ulme (Ulmus minor), Schwarzpappel (Populus nigra) und Weide (Salix sp.pl.) vertreten sind. Im Unterholz gibt es über 50 Arten von Pilzen.

### Ökologische Besonderheiten
Besondere Aufmerksamkeit verdienen Pflanzen-Formationen in der Contrada, die am besten über die Provinzialstraße 26 Cammarata-Castronovo erreicht werden kann. Diese Pflanzen, unter anderem Bestände der Graupappeln, wurden vom Leiter des Botanischen Gartens in Palermo, Prof. Francesco Maria Raimondo (* 1944), in einer Veröffentlichung von 1978 beschrieben. Diese seltene Pflanze für Gebiete Süditaliens und Siziliens bleibt in anderen botanischen Handbüchern seltsamerweise unerwähnt, so auch in der 1982 erschienenen "Flora d’Italia" von Sandro Pignatti (* 1930). Ähnliches trifft auch auf die Woll-Weide zu, die hauptsächlich in einem schmalen Bereich der Talsenken vorkommt, die genügend Feuchtigkeit besitzen.